# بخش رودشت (ورزنه)
بخش رودشت یکی از بخش‌های شهرستان ورزنه استان اصفهان ایران است.

## تقسیمات کشوری
- بخش رودشت
  - دهستان رودشت شرقی
  - دهستان کفرود

## جمعیت
براساس سرشماری عمومی نفوس و مسکن در سال ۱۳۹۵، جمعیت بخش رودشت برابر با ۹،۰۷۴ نفر بوده‌است.